# 京華女子中学校・高等学校
京華女子中学校・高等学校（けいかじょしちゅうがっこう・こうとうがっこう）は、東京都文京区白山五丁目にある私立中高一貫制女子校。併設型中高一貫校である。

## 概要
- 運営法人 学校法人京華学園
- 沿革

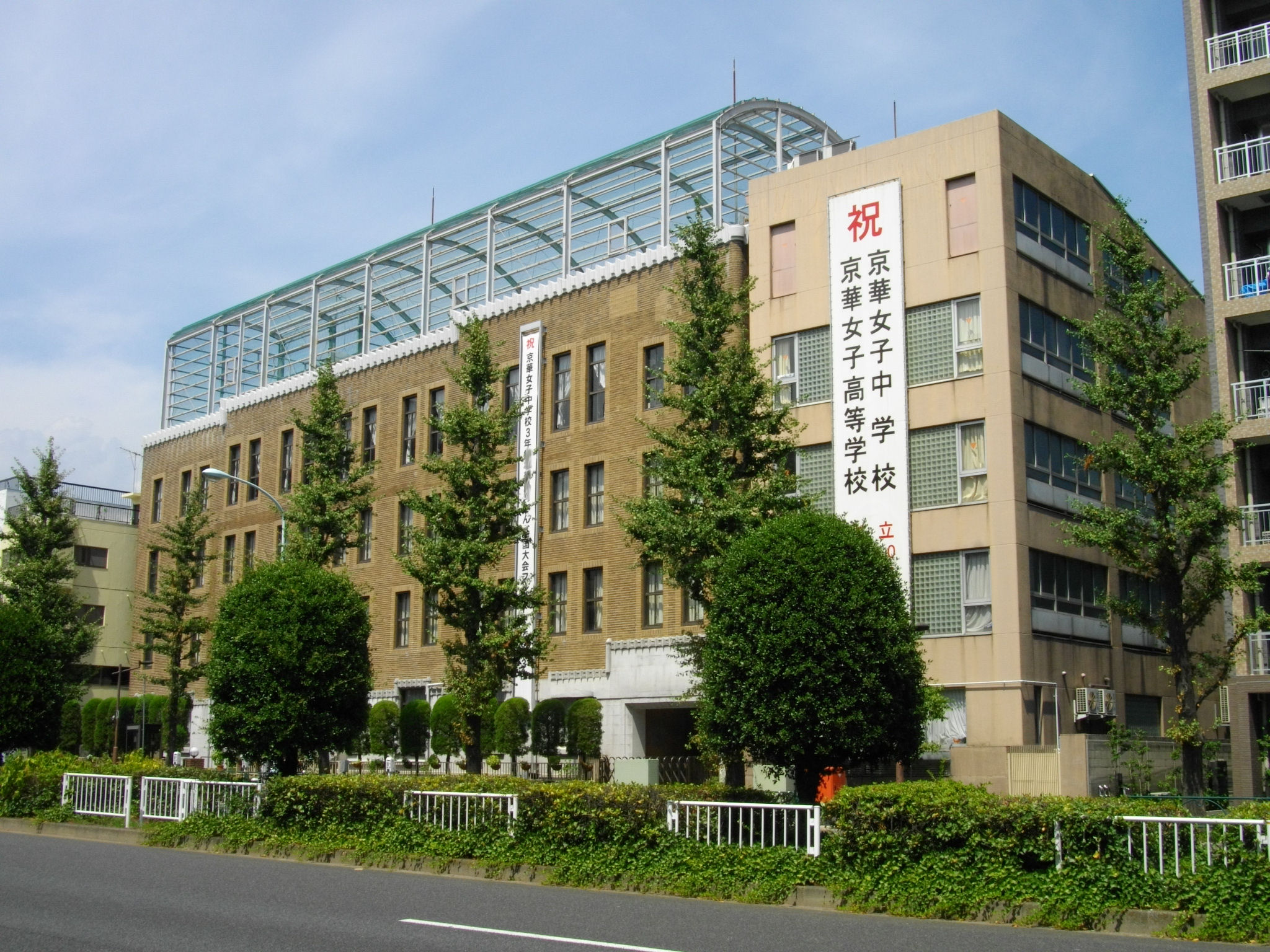
移転前の校舎

  - 1897年（明治30年） - 京華中学校 開校
  - 1909年（明治42年） - 京華高等女学校 開校
  - 1947年（昭和22年） - 京華女子中学校となる
  - 1960年（昭和35年） - 京華女子高等学校 開校
  - 2024年（令和6年）  - 新校舎竣工 京華中学・高等学校および京華商業高校と同じキャンパスに移転
- 系列校
  - 京華中学校・高等学校
  - 京華商業高校

## 制服
- 冬服　中学：ブレザー、高校：ブレザー
- 夏服　中学：ベスト、高校：ベスト

## 著名な卒業生
- 山崎富栄 - 太宰治の愛人
- 泉京子 - 実業家、元女優　※ 高等学校中退
- 高橋理恵子 - 女優、声優
- 小倉弘子 - TBSアナウンサー
- 新妻さと子 - タレント
- 大網亜矢乃 - タレント
- 林家あんこ - 落語家
- 月岡鈴 - 女優

## 最寄り駅
京華中学高等学校と所在地が同一のため、京華中学高等学校#アクセスを参照。